# AKS-74U
De AKS-74U (Russisch: Автомат Калашникова укороченный АКС-74У; Avtomat Kalaschnikova Ukorochenniy – 1974 Skladnoy, letterlijk Verkort Kalasjnikov-Machinegeweer – 1974 Inklapbaar) is een verkorte versie van de AK-74, gemaakt door de Russische wapenfabrikant Izmash, die in 1979 bij het Rode Leger van de Sovjet-Unie werd ingevoerd.
De AKS-74U was bedoeld als persoonlijk verdedigingswapen voor de bemanning van tanks, helikopters en andere voertuigen in het Sovjet Leger. Ook werd hij gebruikt door de Spetsnaz. De speciale eenheden hadden een compact maar relatief krachtig automatisch wapen nodig. De AKS-74U heeft de grootte en het effectieve bereik van een machinepistool, maar heeft het voordeel dat de patronen en de meeste onderdelen uitwisselbaar zijn met de AK-74.
Sinds de introductie van het wapen, wordt het gebruikt door verschillende politie- en legereenheden in de voormalige Sovjet-Unie. De AKS-74U is in de Verenigde Staten ook wel bekend als de "Krinkov", een naam die bedacht is door de Afghaanse Moedjahedien tijdens de Sovjetinvasie van Afghanistan in de jaren tachtig.
- Kaliber: 5,45x39 millimeter
- Totale lengte: 730 millimeter
- Lengte van de loop: 206,5 millimeter
- Inhoud magazijn: 20 of 30 patronen
- Gewicht (leeg): 2,7 kilogram
- Effectief bereik: 300-400 meter